# 総務省設置法
総務省設置法（そうむしょうせっちほう、平成11年7月16日法律第91号）は、総務省の設置に関する法律である。
所管官庁は、同省大臣官房総務課である。法令番号は平成11年法律第91号、1999年（平成11年）7月16日に公布された。

## 構成
- 第一章 総則
- 第二章 総務省の設置並びに任務及び所掌事務等
  - 第一節 総務省の設置
  - 第二節 総務省の任務及び所掌事務
  - 第三節 総務省の長
- 第三章 本省に置かれる職及び機関
  - 第一節 特別な職
  - 第二節 審議会等
    - 第一款 設置
    - 第二款 地方財政審議会
    - 第二款の二 独立行政法人評価制度委員会
    - 第三款 国地方係争処理委員会
    - 第四款 電気通信紛争処理委員会
    - 第五款 電波監理審議会
- 第三節 特別の機関
- 第四節 地方支分部局
- 第四章 外局
  - 第一節 設置
  - 第二節 公害等調整委員会
  - 第三節 消防庁
- 附則